# Mimo

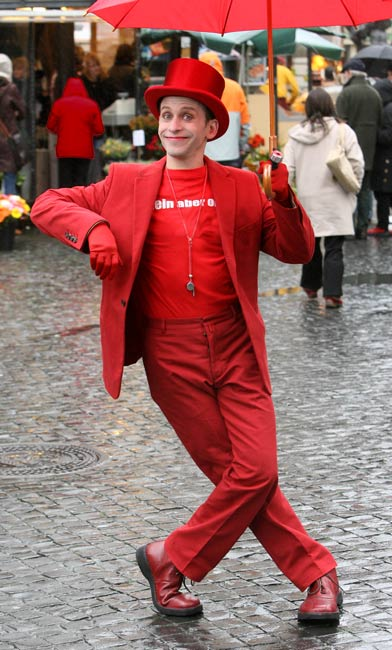
Mimo Pablo Zibes

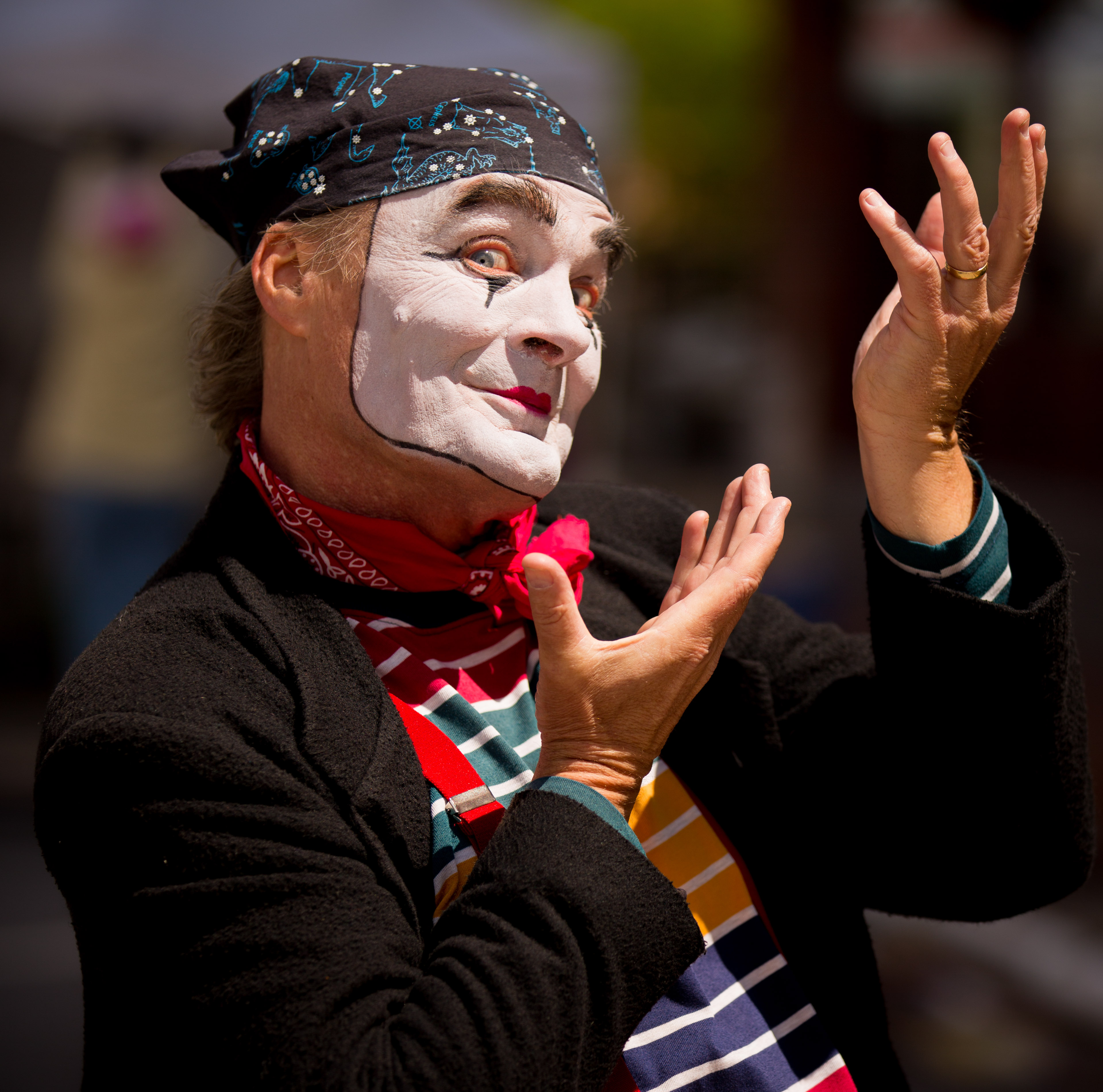
Mimo di strada

Il mimo è una rappresentazione di azioni, caratteri e personaggi che si serve solamente della gestualità invece che della parola.
La parola "mimo" indica in italiano anche l'esecutore della rappresentazione mimica; la parola è usata inoltre con una connotazione neutra, come sinonimo di "imitazione muta", ma la connotazione prevalente nell'immaginario dei parlanti italiani prende l'accezione più specifica di “azione artistica di rappresentazione teatrale senza parole” e relativo attore.

## Storia
Tale forma teatrale affonda le sue radici nell'antichità greca e romana.
La pantomima era una farsa popolaresca dei dori di Sicilia rielaborata artisticamente da Sofrone di Siracusa (V secolo a.C.), per poi trasformarsi presso i romani in una rappresentazione buffonesca nella quale l'attore poteva anche recitare senza la maschera e in cui le parti femminili, contrariamente alla consuetudine teatrale antica, potevano essere sostenute da donne.

### Mimo latino
La più antica attestazione di un mimo latino risale indietro almeno al III-II secolo a.C. e riguarda la figura di Protogene citato da un'epigrafe latina da Preturo/Amiternum, contenente un epitaffio in forma metrica.
Il mimo fu nobilitato nel I secolo a.C. ad opera di Publilio Siro e Decimo Laberio, che lo fece divenire una scena dialogata, ricca di ironia, realismo, comicità e satira.

## Statue viventi
Le cosiddette statue viventi, anche molto suggestive, sono impropriamente annoverate tra le forme di mimo. La natura di questa pratica di intrattenimento è più prossima ai tableau vivant, per l'assenza di sequenze d'azioni a fine narrativo (fossero anche nonsense). I riposizionamenti periodici (con offerta di monetina) delle statue viventi, e i cenni minimali, non possono dirsi sequenze narrative e quindi l'efficacia di questa forma è basata solo sulla presenza. Quando invece la statua vivente accede alla sintassi dei movimenti per strutturare un racconto d'azione sequenziale allora diviene mimo. L'immobilità, di per sé, non è arte mimica.

## Pantomima
Con "pantomima" si intende un particolare tipo di spettacolo mimico, inventato nel 22 a.C. da Pilade di Cilicia, liberto di Augusto, e da Batillo di Alessandria, liberto di Mecenate. Un solo ballerino interpretava tutti i ruoli previsti, accompagnato da un'orchestra di nacchere e flauti.